# Hoyte van Hoytema
Hoyte van Hoytema, född  4 oktober 1971 i Horgen i kantonen Zürich, Schweiz, är en nederländsk prisbelönt filmfotograf.
2024 vann han en Oscar för sitt foto i filmen Oppenheimer.

## Biografi
Hoyte van Hoytema föddes i Horgen i Schweiz där hans nederländske far arbetade som arkitekt. Efter att två gånger ha misslyckats med att komma in på filmskolan i Nederländerna reste han till Polen och började läsa filmfotografi på filmskolan i Łódź. Efter tre år hoppade han av skolan, tog olika filmjobb i Nederländerna och Polen och kom därefter till Norge. Från 2001 var han bosatt i Sverige och Stockholm.
I Norge träffade han den svenske producenten Malte Forssell, som gav honom jobb med tv-serien Danslärarens återkomst, i regi av Stephan Apelgren. Därefter arbetade han med Mikael Marcimain i tv-serierna Lasermannen (2005) och Upp till kamp (2007) och långfilmen Call Girl (2012), med Tomas Alfredson i Låt den rätte komma in (2008) och med Fredrik Edfeldt i Flickan (2009). För de båda sistnämnda filmerna vann han två raka guldbaggar för bästa foto vid Guldbaggegalan 2009 och 2010. Även hans arbete med Call Girl renderade en guldbagge för bästa foto.
Han har även filmat med Kristian Petri i Ond tro 2010. Samma år gjorde han Hollywooddebut när han filmade David O. Russells The Fighter som senare belönades med Oscars. I samma veva hörde Lars von Trier av sig och ville att han skulle filma Melancholia. Hoyte van Hoytema tackade dock nej då det krockade med inspelningen av Tinker, Tailor, Soldier, Spy (2011) tillsammans med vännen Tomas Alfredson. För sitt arbete med Tinker, Tailor, Soldier, Spy nominerades han till en BAFTA Award.
2013 kom långfilmen Her i regi av Spike Jonze som van Hoytema filmat. Filmen nominerades till flera priser vid Oscarsgalan 2014. 2014 ansvarade han för fotot i Christopher Nolans film Interstellar. 2015 var han filmfotograf för den 24:e James Bond-filmen, Spectre. 2017 var han filmfotograf för Nolans film Dunkirk, för vilken han nominerades till en Oscar för bästa foto.

## Filmografi (foto) i urval
- 2002 – Den förste zigenaren i rymden (TV-serie)
- 2003 – Svidd neger
- 2004 – Salto, salmiakk og kaffe
- 2004 – Danslärarens återkomst (TV-serie)
- 2005 – Pistvakt
- 2005 – Lasermannen (TV-serie)
- 2006 – En fråga om liv och död (TV-serie)
- 2007 – A Father's Music
- 2007 – Upp till kamp (TV-serie)
- 2008 – Låt den rätte komma in
- 2009 – Flickan
- 2009 – Doktor Glas (TV-serie)
- 2010 – Ond tro
- 2010 – The Fighter
- 2011 – Tinker, Tailor, Soldier, Spy
- 2012 – Call Girl
- 2013 – Her
- 2014 – Interstellar
- 2015 – Spectre
- 2017 – Dunkirk
- 2019 – Ad Astra
- 2020 – Tenet
- 2022 – Nope
- 2023 – Oppenheimer
- 2026 – The Odyssey

## Utmärkelser (i urval)
- 2008 – The Kodak Nordic Vision Award på Göteborg Film Festival för Låt den rätte komma in[5]
- 2008 – Bästa foto på Fantasia Film Festival i Montreal för Låt den rätte komma in[5]
- 2008 – Guldbagge för Bästa foto för Låt den rätte komma in
- 2009 – Guldbagge för Bästa foto för Flickan
- 2012 – Guldbagge för Bästa foto för Call Girl
- 2024 – Oscar för Bästa foto för Oppenheimer